# اتحاد (باشقیرستان)
اتحاد (انگلیسی: Ittikhat) یک شهرک در شهرستان بیژبولیاکسکی باشقیرستان کشور روسیه است.